# Kasei no kanon
Pour plus de détails, voir Fiche technique et Distribution.
Kasei no kanon (火星のカノン) est un film japonais réalisé par Shiori Kazama, sorti en 2002.

## Synopsis
Kohei et Kinuko, malgré leurs différences d'âge, semblent être un couple heureux. Mais Kohei est marié à une autre femme et ne souhaite pas divorcer. Un triangle amoureux de forme avec Hijiri, une femme sans emploi, en couple avec Manabe.

## Fiche technique
- Titre : Kasei no kanon
- Titre original : 火星のカノン
- Réalisation : Shiori Kazama
- Scénario : Tomoko Ogawa et Shōtarō Oikawa
- Musique : Masaya Abe
- Photographie : Isao Ishii
- Montage : Yasushi Shimamura
- Production : Naokatsu Itō, Yutaka Okada, Haruo Okamoto et Midori Saito
- Société de production : Argo Project
- Pays :  Japon
- Genre : Romance
- Durée : 121 minutes
- Dates de sortie : 
  -  Japon : 28 septembre 2002

## Distribution
- Makiko Kuno : Kinuko
- Fumiyo Kohinata : Kohei
- Mami Nakamura : Hijiri
- Kiyohiko Shibukawa : Manabe

## Distinctions
Le film a remporté le prix du meilleur film asiatique au Festival international du film de Tokyo 2001.